# Grandes Heures de Philippe le Hardi
Les Grandes Heures de Philippe le Hardi sont un livre d'heures à l'usage de Paris, enluminé en France vers 1370 pour le duc Philippe II de Bourgogne. Il a été complété vers 1451 pour son petit-fils Philippe le Bon. Il est partagé entre le Fitzwilliam Museum à Cambridge sous la cote Ms.3-1954 et la Bibliothèque royale de Belgique sous les cotes Ms.11035-37 et 10392.

## Historique
L'histoire du manuscrit est relativement bien connue grâce aux archives des ducs de Bourgogne encore conservées. Alors que la bibliothèque de Philippe le Hardi est relativement modeste, en 1376, il passe commande d'un livre d'heures luxueux contenant de nombreuses prières, réalisé à Paris par l'intermédiaire de son confesseur Guillaume de Valen pour la somme de 200 francs. En 1378 et 1379, de nombreuses prières sont ajoutées à l'ouvrage, dans un volume annexe, parties écrites par le copiste Jean l'Avenant pour les sommes de 20 et 50 francs. Plusieurs dépenses relatives à la décoration des manuscrits sont par ailleurs recensées pendant la même période : des boites en cuir sont exécutées à Paris et à Lille pour les contenir, de la soie, du satin sont commandés à des marchands italiens (dont Dino Rapondi) pour en décorer la couverture, et son orfèvre officiel, Josset de Halle, réalise deux fermoirs ainsi que d'autres décorations en métal précieux.
Le manuscrit est mentionné comme deux grands livres d'heures, dans l'inventaire après-décès du duc en 1404. L'ensemble est légué à son fils, Jean sans Peur. Les deux volumes sont de nouveau mentionnés dans l'inventaire de la bibliothèque ducale en 1419 comme « les Grandes Heures de Notre Dame » et un livre de prières. Quelque temps après, plusieurs ajouts sont effectués au premier volume pour être adapté à l'usage de Marguerite de Bavière, veuve de Jean sans Peur et celui du duc Philippe. En 1451, l'enluminure Dreux Jehan, alias le Maître du Girart de Roussillon, est payé pour avoir refait la reliure du des deux volumes, ainsi que les fermoirs et la dorure. À cette occasion, un nouveau texte est ajouté au second volume, il s'agit d'une version française et en prose du Vigile des morts, sans doute copié par Jean Miélot, le copiste officiel du duc. Des miniatures sont aussi ajoutées au premier volume, sans doute de la main du même enlumineur, mais aussi de plusieurs autres enlumineurs dont celles de Willem Vrelant et Jean Le Tavernier.
À la mort de Philippe le Bon, le premier volume est scindé en deux manuscrits, la seconde partie constituant le Ms.11035-37 de la bibliothèque de Bruxelles. En 1487, seul le second volume (Ms.10392) est mentionné dans l'inventaire de Maximilien d'Autriche qui a hérité de la bibliothèque des ducs de Bourgogne par l'intermédiaire de sa femme Marie de Bourgogne. Ce même manuscrit contient une note signée du bibliothécaire d'Albert d'Autriche, leur descendant. En 1939, la trace de la première partie du livre est retrouvée à Symondsbury (Dorset), par Sydney Cockerell, chez la femme du recteur de la paroisse. Celle-ci vend l'ouvrage au vicomte Arthur Lee of Fareham, qui, à sa mort, le lègue au Fitzwilliam Museum.

## Description

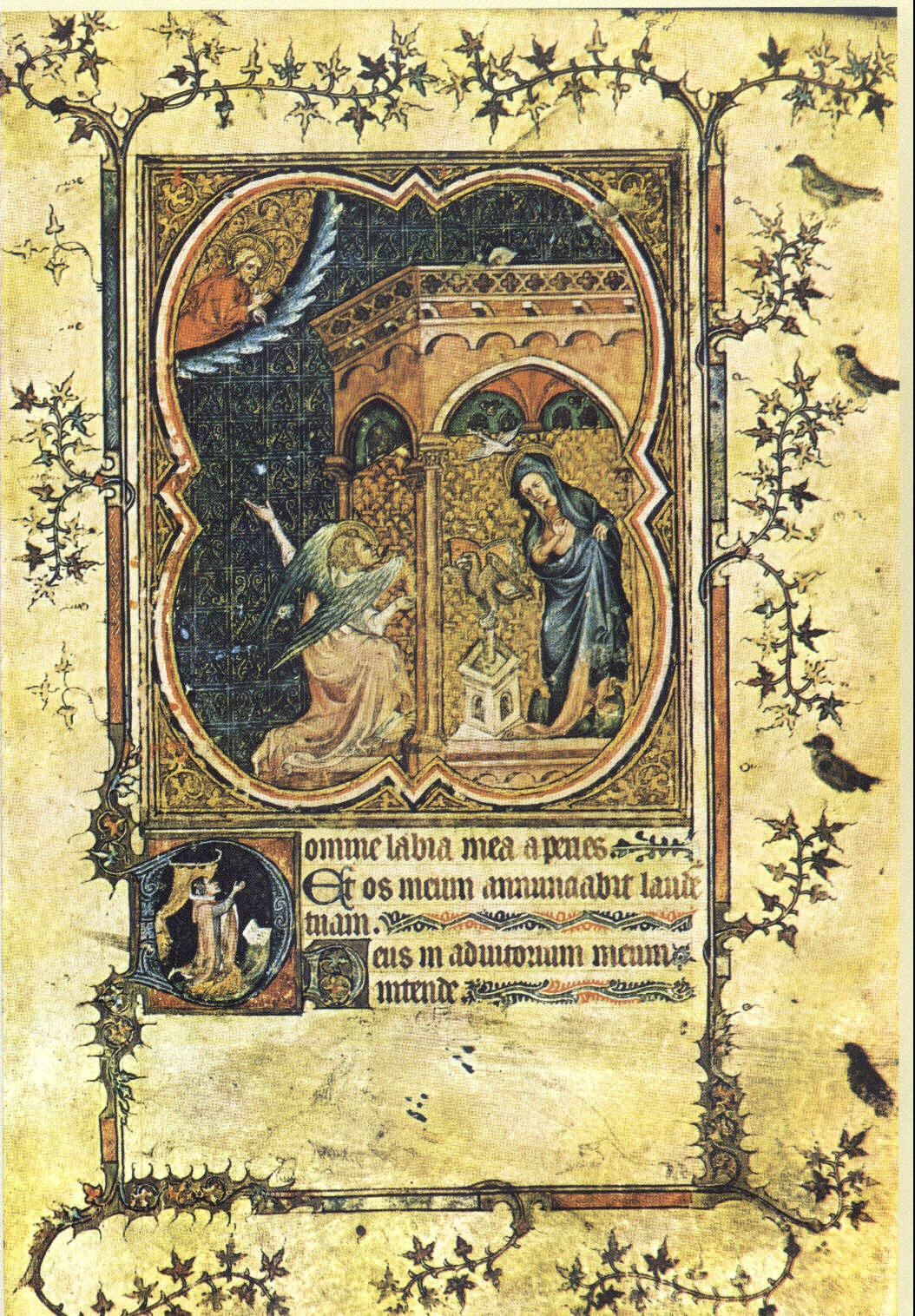
Annonciation, f.13r.

### Texte
Le manuscrit de Cambridge contient les chapitres suivants :
- Calendrier, f.1r-12v.
- Heures de la Vierge, f.13r-26v, 90r-105r.
- Psaumes pénitentiels, f.27r-32v.
- Litanies, f.32v-35v.
- Prière O excellentissima et gloriosissima atque sanctissima virgo (ajout du XVe siècle) f.36
- Office des morts, f.37r-57r.
- Psaumes graduel, f.57r-62v.
- Heures du saint Esprit, f.62v-76v.
- Heures de la Croix, fols. 76v, 78 (incomplètes)
- Ordo, préfaces et canon de la messe, f.79r-80v.
- Prière en latin, f.106r-108r
- Suffrage de saint Claude, f.108r.
- Messes votives pour les jours ordinaires et pour les principales fêtes, f.109-213
- Diverses prières en français et en latin, f.213-225 (avec des ajouts du XVe siècle)
- Suffrages des saints, f.226r-260v (avec des ajouts du XVe siècle)
- Diverses prières en latin et français (O intemerata, Obsecro te, etc.), f.260v-275v

Le Ms.11035-37 contient une succession de prières et d'oraisons en latin et en français.
Le second volume (Ms.10392), contient :
- un recueil de prières en latin, f.1-242
- un recueil de prières et de textes de dévotion en français, f.243-306

### Décorations

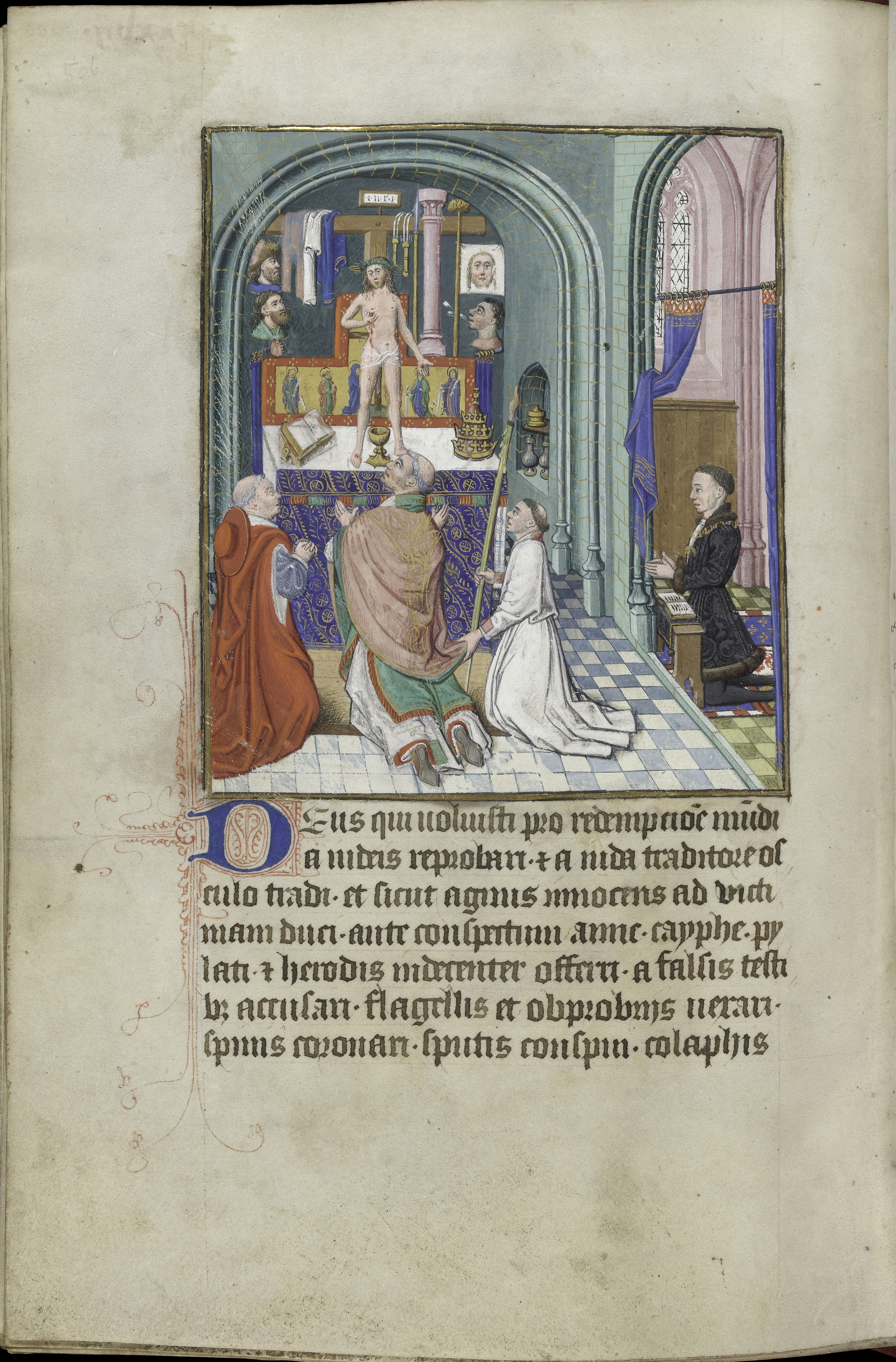
Messe de saint Grégoire, avec une représentation de Philippe le Bon en prière, miniature de la seconde campagne, f.253v.

Le manuscrit de Cambridge contient 11 grandes miniatures datant de l'époque de Philippe le Hardi (8 pour les heures de la Vierge, 1 pour les psaumes pénitentielles, 1 pour l'office des morts, 1 pour le canon de la messe) et 104 petites miniatures datant de Philippe le Bon. Les grandes miniatures sont attribuées à l'atelier du Maître de la Bible de Jean de Sy, un des artistes les plus prolifiques à Paris sous le règne de Charles V, dans lequel trois mains sont distinguées, ainsi qu'au Maître du Livre du sacre de Charles V, auteur de deux miniatures des Grandes Chroniques de France de Charles V.
Dix-sept miniatures sont ajoutées au XVe siècle au manuscrit du Fitzwilliam, attribuées à 16 enlumineurs différents :
- 2 sont de la main de Willem Vrelant (f.257r et 257v)
- 1 par Jean Le Tavernier (f.78)
- 2 du Dreux Jehan (Saint Remigius, f.238v et sainte Anne, f.256r.)
- 2 de Marc Caussin (Toussaints, f.252r et sainte Gertrude, f.255v.)
- 2 par le Maître de l'Alexandre de Wauquelin (Visitation, f.200r. et la Messe de saint Grégoire, f.253v.)
- 1 par le Maître du Couronnement d'Ursus (L'Adoration des mages, f.242r., et saint Claude, f.243r)
- 1 par le Maître de Folpard van Amerongen (St Marcellus, f.253)
- 1 par le Maître des Scènes d'enterrement du Girart (L'élévation de l'hostie, f.193v.)
- 1 des Maîtres aux rinceaux d'or (Pentecôte, f.190r.)
- 4 autres miniatures dues à des maîtres anonymes dont l'une a été découpée d'un livre d'heures hollandais et collé dans l'ouvrage.

Le manuscrit 11035-37 contient pour sa part 8 miniatures. Le manuscrit 10392 contient 6 petites miniatures de la première campagne.